# 구과 (열매)

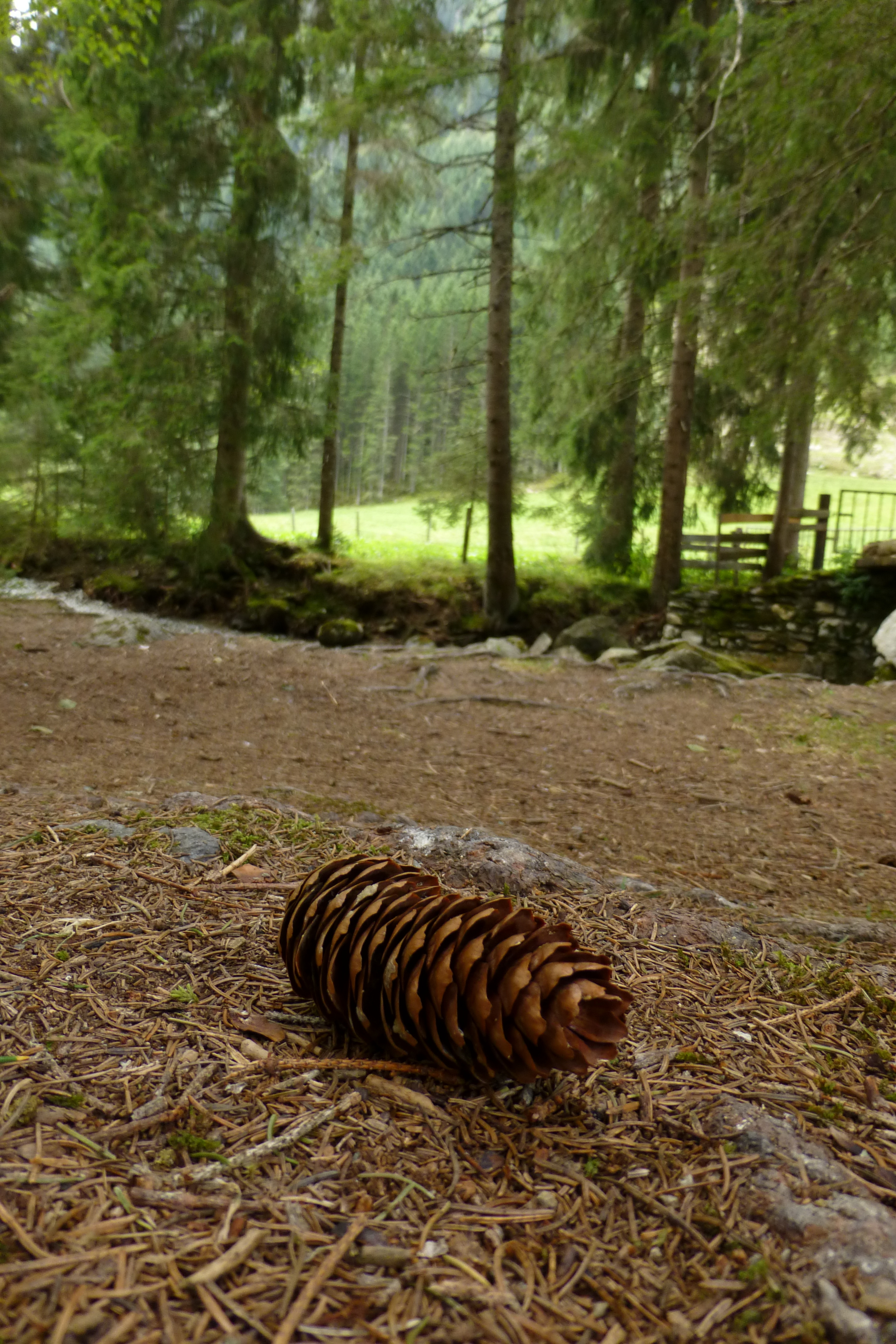
구과

구과(毬果, connifer cone, strobile)은 구과식물의 열매이다. 솔방울·잣송이 등이 구과의 일종이다.
겉씨식물인 침엽수류의 구화(毬花)가 수정하여 익은 것을 구과(毬果)라고 한다. 구화의 종린(種鱗)은 대포자엽, 즉 심피라고 할 수 있으므로, 그것이 익은 구과를 복화과라고 할 수 있을 것이다. 또한, 심피 외에 포린(包鱗)도 포함되어 있으므로 헛열매로 소나무 등이 이에 속한다. 겉씨식물의 꽃은 씨방이 없으므로 당연히 참열매는 없다. 일반적으로 대부분의 씨는 노출되어 있으나, 특이한 예로 주목과의 식물에서는 씨가 다육·다즙질의 씨껍질로 싸여 액과 모양으로 된 헛열매를 만든다.

## 같이 보기
- 구화 (생물학)
- 구과식물
- 솔방울